# Macarthur (Territorio della Capitale Australiana)
Macarthur (postcode 2904) è un sobborgo di Canberra, nel distretto di Tuggeranong, che prende il nome da John Macarthur, uno dei pionieri dell'industria tessile specializzata nella lana Merino, Fondato nel 1983, ricopre una superficie di 1,27 chilometri quadrati e nel 2011 aveva una popolazione circa 1 500 abitanti